# Simone Giuseppe Belotti

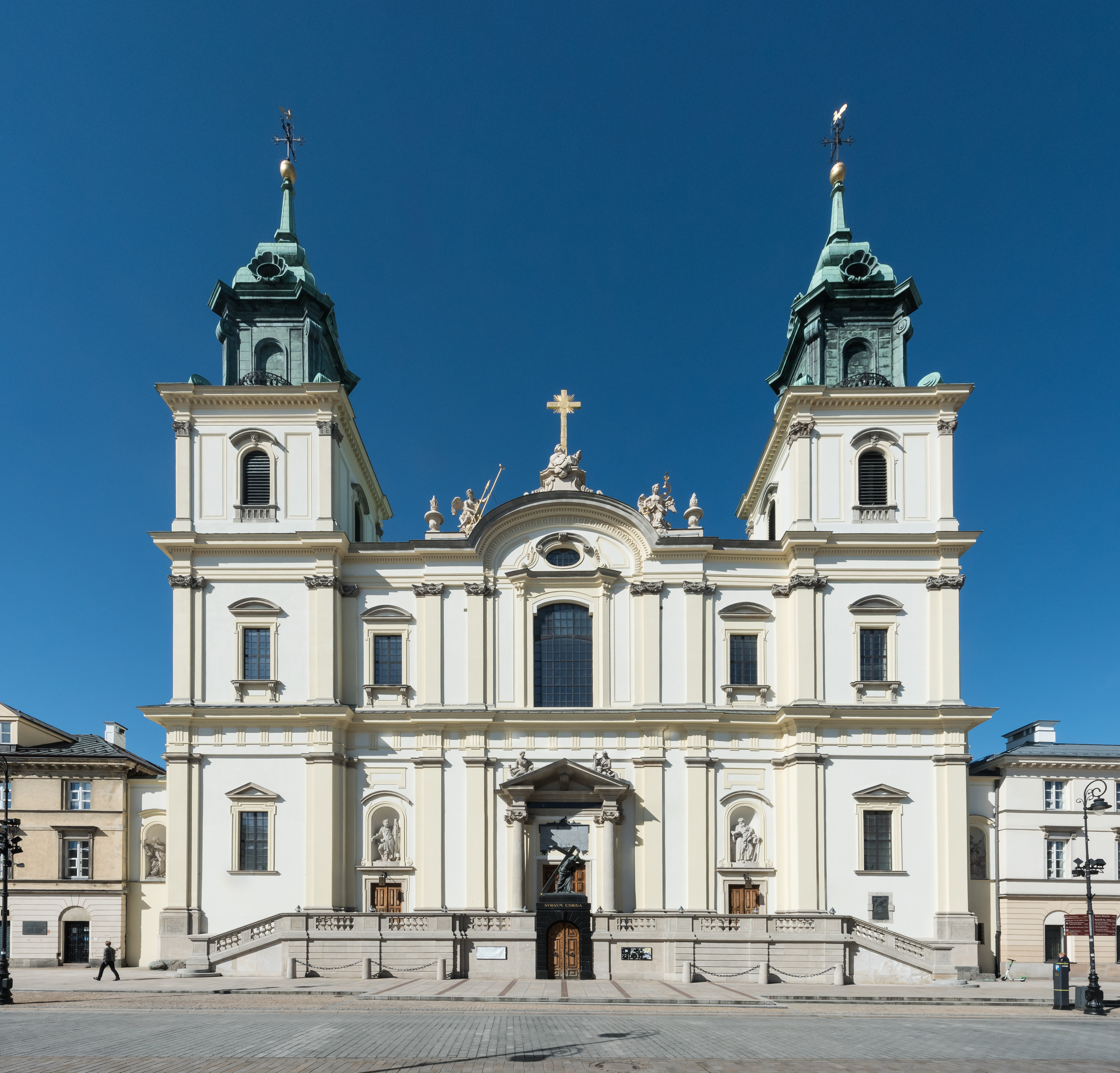
Heilig-Kreuz-Basilika in Warschau

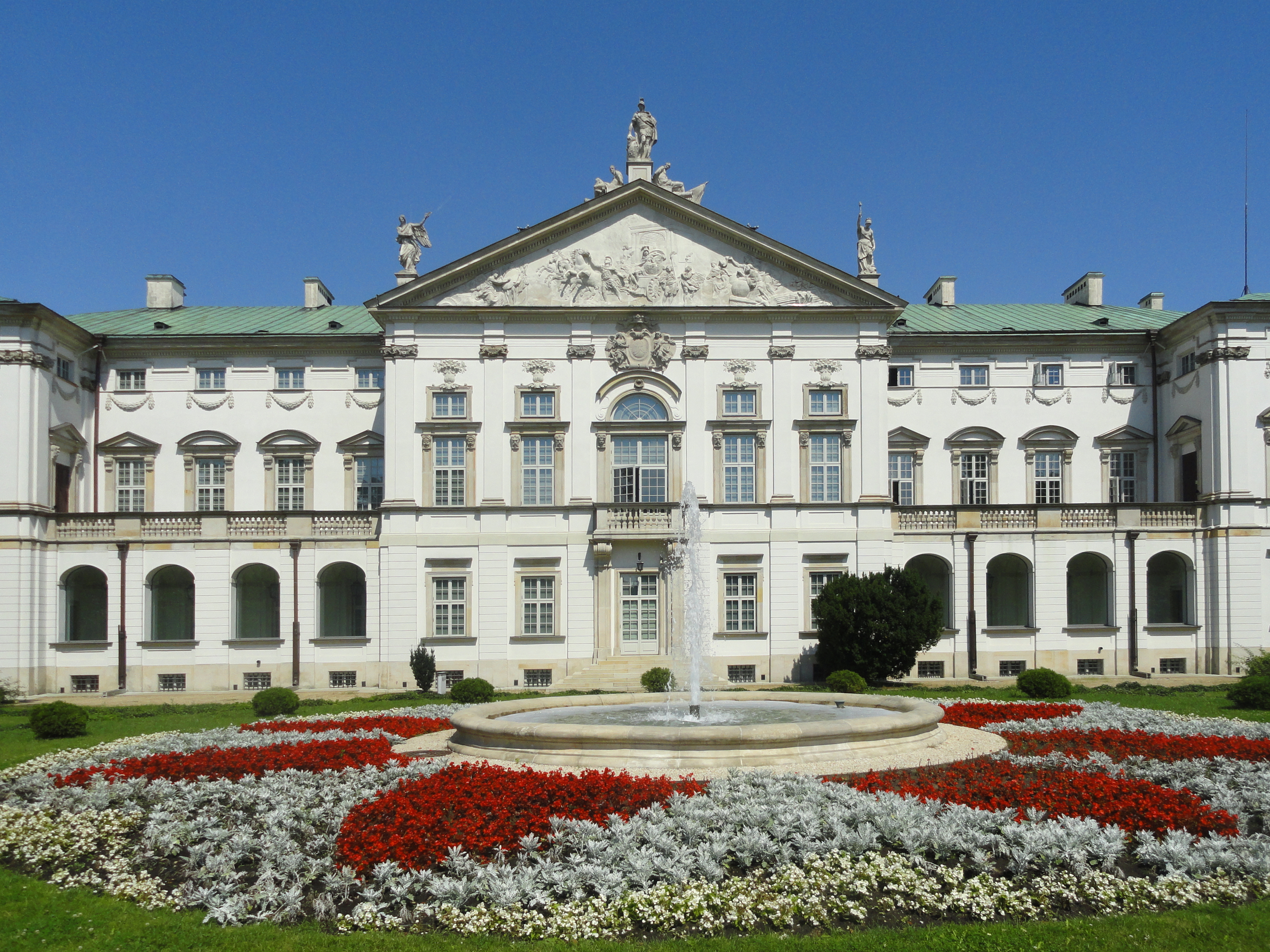
Palais Krasiński in Warschau

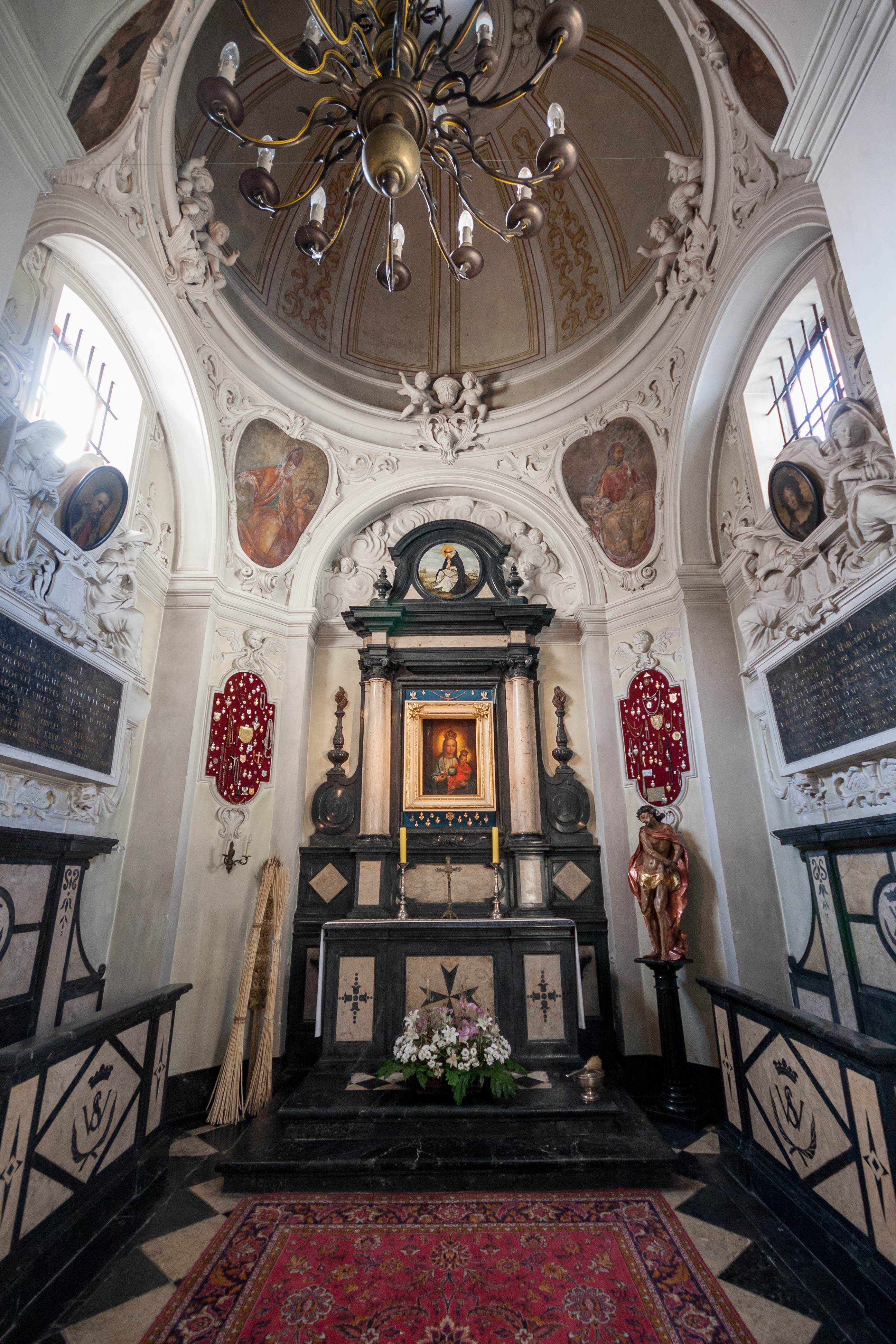
Kotowski-Kapelle an der Hyazinthkirche in Warschau

Simone Giuseppe Belotti polnisch Józef Szymon Bellotti († 1708 in Polen-Litauen) war ein Architekt, Bildhauer und Steinmetz des Barock. Belotti gehörte zu den zahlreichen italienischen Barockkünstlern, die für wohlhabende Magnaten in Polen-Litauen tätig waren.

## Leben
Belottis Herkunft ist ebenso unbekannt, wie sein Geburtsdatum und seine Ausbildung. Er gehörte zu den meist aus Valsolda stammenden Architekten und Baumeistern, die sich ab der Mitte des 16. Jahrhunderts zum Großteil  in Warschau niederließen.
Belotti kam in den 1660er Jahren nach Polen-Litauen. Später wurde er Hofarchitekt von Michael I. und Johann III. Sobieski. Am 15. Januar 1686 heiratete er Marianna Olewicka, mit der er eine Villa bei Warschau errichtete, auf Land, das ihm vom polnischen König geschenkt wurde. Er nannte die Villa Palais Murano. Vom Namen der im Zweiten Weltkrieg zerstörten Villa leitet sich der Name des heutigen Warschauer Stadtteils Muranów ab. In Polen-Litauen arbeitete er oft mit Tylman van Gameren zusammen. 
Belotti zählt zu den bedeutenderen Vertretern seiner Zunft, auch wenn er keine herausragende Rolle einnahm. Er entwarf mehrere große Bauten und leitete alleine oder zusammen mit anderen Baumeistern deren Bau, vermutlich lieferte er auch das Baumaterial dazu.

## Werke (Auswahl)

### Architektur
- Heilig-Kreuz-Basilika in Warschau (1679–1696)
- Antoniuskirche in der Warschauer Innenstadt
- Schloss Rydzyna in Rydzyna (bis 1695)
- Palais Krasiński in Warschau, zusammen mit Tylman van Gameren (1689–1695)
- Kotowski-Kapelle an der Hyazinthkirche in Warschau, zusammen mit Tylman van Gameren
- Barockisierung der Kathedrale in Łomża in Łomża, zusammen mit Tylman van Gameren (1691–1692)
- Barockisierung des Klosters Ląd in Ląd, zusammen mit Tylman van Gameren (1681–1685)
- Umbau der Karmeliterkirche in Warschau, zusammen mit Tylman van Gameren

### Bildhauerei
- Passauer Marienbild in Warschau (1683)

### Stuckarbeiten
- Palais Krasiński in Warschau (1689–1695)
- Schloss Wilanów in Warschau
- zahlreiche Kirchen, u. a. Nikolausbasilika in Leszno